# Júnior Albini
Júnior Albini (Paranaguá, 15 de março de 1991) é um lutador de artes marciais mistas (MMA) brasileiro, ex Ultimate Fighting Championship (UFC). Albini também já trabalhou como garçom e como segurança de casas noturnas.

## Background
Quando Albini tinha 13 anos de idade, começou a lutar boxe para perder peso, pois pesava mais de 350 lbs (159 kg).
Albini possui uma faixa marrom em jiu-jítsu e uma faixa roxa em luta livre.

## Carreira no MMA
Albini realizou algumas lutas de boxe antes de ingressar no MMA. Sua estreia no MMA foi em 7 de agosto de 2009, no PF - Paranagua Fight 5. Albini venceu Bruno Alboitt por Nocaute Técnico.
Albini ganhou o cinturão peso-pesado vago do Aspera FC, no Aspera FC 38, em 27 de maio de 2016, contra Tiago Cardoso, o nocauteando com uma cotovelada, e ainda fez uma defesa de título, contra José Rodrigo Guelke. 

### Ultimate Fighting Championship
Meses após defender o cinturão do Aspera FC, foi anunciado que Albini lutaria no UFC.
Albini fez sua estreia no UFC contra Timothy Johnson, no UFC on Fox: Weidman vs. Gastelum. E, uma nova esperança para os pesos-pesados brasileiros pode ter começado a surgir neste evento, visto que Junior Albini, o Baby, como é conhecido, não tomou conhecimento de Timothy Johnson e, em sua estreia na companhia, nocauteou o rival aos 2m51s do primeiro assalto. O brasileiro mostrou tranquilidade e técnica para combinar seus golpes no momento certo e liquidar o americano, número 12 da divisão até 120kg. Agora, ele soma 14 vitórias e duas derrotas na carreira, enquanto Johnson perdeu a quarta em 15 combates. A vitória fez com que Albini ganhasse um dos prêmios de Performance da Noite.
Perdeu quatro lutas seguidas. Em sua última luta no Ultimate Fighting Championship contra o limitado Maurice Greene, sofreu um nocaute técnico. Foi demitido em janeiro de 2020. 

## Campeonatos e realizações
- Aspera FC
  - Campeão Peso-Pesado Inaugural do AFC (uma vez)

- Ultimate Fighting Championship
  - Performance da noite (uma vez) vs. Timothy Johnson

## Cartel no MMA
| Cartel no MMA   |             |            |
| 20 lutas        | 14 vitórias | 6 derrotas |
| Por nocaute     | 6           | 2          |
| Por finalização | 6           | 3          |
| Por decisão     | 2           | 1          |

| Res.    | Cartel | Oponente                 | Método                                    | Evento                                  | Data       | Round | Tempo | Local                    | Notas                                      |
| ------- | ------ | ------------------------ | ----------------------------------------- | --------------------------------------- | ---------- | ----- | ----- | ------------------------ | ------------------------------------------ |
| Derrota | 14-6   | Maurice Greene           | Nocaute Técnico (socos)                   | UFC on ESPN: Ngannou vs. dos Santos     | 29/06/2019 | 1     | 3:38  | Minneapolis, Minnesota   |                                            |
| Derrota | 14-5   | Jairzinho Rozenstruik    | Nocaute Técnico (chute na cabeça e socos) | UFC Fight Night: Assunção vs. Moraes II | 02/02/2019 | 2     | 0:54  | Fortaleza                |                                            |
| Derrota | 14-4   | Oleksiy Oliynyk          | Finalização (estrangulamento ezekiel)     | UFC 224: Nunes vs. Pennington           | 12/05/2018 | 1     | 1:45  | Rio de Janeiro           |                                            |
| Derrota | 14-3   | Andrei Arlovski          | Decisão (unânime)                         | UFC Fight Night: Poirier vs. Pettis     | 11/11/2017 | 3     | 5:00  | Norfolk, Virginia        |                                            |
| Vitória | 14-2   | Timothy Johnson          | Nocaute Técnico (socos)                   | UFC on Fox: Weidman vs. Gastelum        | 22/07/2017 | 1     | 2:51  | Long Island, Nova Iorque | Estreia no UFC. Performance da Noite.      |
| Vitória | 13-2   | Jose Rodrigo Guelke      | Decisão (unânime)                         | AFC 43 - Baby vs. Dragao                | 13/08/2016 | 3     | 5:00  | Paranaguá                | Defendeu o Cinturão Peso-Pesado do AFC.    |
| Vitória | 12-2   | Ivan Vicic               | Nocaute Técnico (socos)                   | SBC 10 - Serbian Battle Championship 10 | 09/07/2016 | 1     | 0:58  | Bačka Palanka            |                                            |
| Vitória | 11-2   | Tiago Cardoso            | Nocaute (cotovelada)                      | AFC - Aspera Fighting Championship 38   | 27/05/2016 | 3     | 4:45  | Barueri                  | Ganhou o Cinturão Peso-Pesado Vago do AFC. |
| Vitória | 10-2   | Paulo Ferreira           | Finalização (chave de calcanhar)          | AFC - Aspera FC 14                      | 29/11/2014 | 1     | 1:12  | Lages                    |                                            |
| Vitória | 9-2    | Arley Simetti            | Finalização (chave de braço)              | AFC - Aspera FC 13                      | 02/11/2014 | 1     | 2:22  | Itapema                  |                                            |
| Vitória | 8-2    | Diogo Joaquim Silveira   | Nocaute (joelhada)                        | AFC - Aspera FC 11                      | 30/08/2014 | 1     | 3:37  | Curitibanos              |                                            |
| Vitória | 7-2    | Bruno Polaco             | Finalização (katagatame)                  | AFC - Aspera FC 8                       | 14/06/2014 | 1     | 0:36  | Paranaguá                |                                            |
| Vitória | 6-2    | Alison Vicente           | Decisão (unânime)                         | Smash Fight 3 - Rising Stars            | 07/12/2013 | 3     | 5:00  | Curitiba                 |                                            |
| Vitória | 5-2    | Julio Bizzarri           | Finalização (triângulo)                   | FF - Felino Fight 3                     | 21/09/2013 | 1     | 0:42  | Criciúma                 |                                            |
| Derrota | 4-2    | Alberto Emiliano Pereira | Finalização (triângulo)                   | NCF - Nitrix Champion Fight 12          | 18/08/2012 | 2     | 2:42  | Blumenau                 |                                            |
| Derrota | 4-1    | Nelson Jaca              | Finalização (mata leão)                   | PFE - Power Fight Extreme 6             | 19/11/2011 | 2     | 2:53  | Curitiba                 |                                            |
| Vitória | 4-0    | Fernando Tressino        | Nocaute Técnico (joelhada)                | MF - Max Fight 9                        | 16/07/2011 | 1     | 2:01  | Campinas                 |                                            |
| Vitória | 3-0    | Everton Panda            | Finalização (chave de braço)              | CM System - Challenger                  | 19/09/2010 | 1     | 0:50  | Curitiba                 |                                            |
| Vitória | 2-0    | Marcos Vinicius          | Finalização (triângulo)                   | AGF - Arena Gold Fights 2               | 17/07/2010 | 1     | 3:55  | Curitiba                 |                                            |
| Vitória | 1-0    | Bruno Alboitt            | Nocaute Técnico (socos)                   | PF - Paranagua Fight 5                  | 07/08/2009 | 1     | 4:10  | Paranaguá                | Estreia no MMA.                            |